# Popdaráló
A Popdaráló egy zenés szórakoztató és vetélkedő műsor volt a TV2 műsorán, amit Kovács Áron vezetett, 2008 márciusa és decembere között. A játék egyes adásaiban nyolc-nyolc játékos mérhette össze tudását abban, hogy mennyire ismerik a magyar slágerek dalszövegeit. A játékban egyáltalán nem számított, hogy ki hogy tud énekelni, csak a pontos szövegtudásra koncentráltak.
Az egyes adásokban a számokat profi közreműködők kezdték el – mindig az adott műsorba meghívott együttes vagy egyéni előadó –, a soron lévő játékosnak pedig onnan kellett a dalt folytatnia, ahol az énekes egy gesztussal jelezte, hogy abbahagyja a szövegéneklést. Többféle „próba” létezett a játékban, ezért néha elég volt csak egy-egy sort tudni, máskor több részletet kellett beénekelni. A játék fődíja hárommillió forint volt.

## Szabályok
Az első fordulóban a műsorvezető véletlenszerűen választott ki nyolc játékost, akiknek folytatniuk kellett azt a dalt, amit éppen a zenekar játszott, és ha ez sikerült, felmehettek a színpadra. Az a két játékos, aki utoljára maradt, kiesett.
A második fordulóban a játékosok többféle próbával is találkozhattak; ezek egyike az üresjárat nevet kapta. Ez úgy zajlott, hogy a zenekar rövid felvezetést tartott, majd a játékos elé egy több helyen hiányos szöveget vetítettek, amit ki kellett egészítenie; ha sikerült mind a tizenkét helyen helyesen beénekelni a kihagyott szavakat, akkor tizenkét pont volt a jutalma és minden rontás eggyel csökkentette a begyűjthető pontok számát. Egy másik erőpróba a Megkeverve evet viselte: ebben a játékosok a rájuk eső szöveg minden szavát láthatták a kivetítőn, csak helyes sorrendbe kellett helyezniük azokat. Egy harmadik lehetőség a Vajon mi? címet viselte: ebben a játékban a játékosok négy kategóriából választhattak, és az általuk választott kategóriából kaptak egy-egy dalt, amit aztánn egy adott ponttól szintén folytatniuk kellett. A negyedik lehetőség címe Ne bízz a bandában! volt: itt a zenekar eljátszotta a kiválasztott számot, de több helyen helytelen szöveggel, amit a játékosnak kellett helyesre cserélnie.
Az olyan esetekben, amikor a játék két fordulója után döntésképtelenség állt elő, az úgynevezett szakítópróba következett. Ez úgy zajlott, hogy a műsorvezető mondott egy évszámot és egy előadót, majd a két játékos közül az, aki gyorsabban reagált, eldönthette, hogy megpróbálkozik-e a dallal vagy lepasszolja azt (természetesen ezúttal is a szám címének ismerete nélkül). Ha a gyorsabb játékos elvállalta a feladatot, neki kellett folytatnia a zenekar által elkezdett számot, ha lepasszolta, akkor a másik játékosnak kellett megkísérelnie ugyanezt.
A harmadik fordulóra ismét feleződött a létszám, tehát ekkor adásonként már csak ketten-ketten játszottak. Ebben a körben a Rangadó című játék következett, ahol a játékosoknak egy teljes dalrészletet kellett folytatniuk úgy, hogy mindketten kétszer kerültek sorra, mindig más-más dalokkal. A fordulót az nyerhette meg, aki kevesebbet hibázott, ha pedig a forduló után döntetlen volt az állás, ekkor is szakítópróba következett. Ebből a körből egy játékos mehetett tovább a fődíjért.
A negyedik fordulóban a Végső visszaszámlálásra került sor. A játékosnak hét ismert slágerből, az előadó, évszám és a cím ismertetése után, folytatnia kellett a zenekar által elkezdett számokat. Összesen kétszer lehetett hibázni, a harmadik hiba a játék végét jelentette. Minden helyes megfejtés 200-200 ezer forintot ért, az ötödik helyes válasz pedig magával vonta a hárommillió forintos fődíjat.

## A zenekar
A Popdarálóban mindig ugyanaz a zenekar játszik. A hosszabb intro (bevezető) részeket általában lerövidítik, ezzel is biztosítva a műsor folyamatos pörgését. A zenekar repertoárja felöleli az összes ismert, és a műsorban használni kívánt slágert. A zenekart rendszerint egy vendégművész is kiegészíti.

### A zenekar tagjai
- Énekesek
  - Fignár Adrienne
  - Füredi Nikolett
  - Széles Izabella
  - Bűdi Szilárd
  - Vastag Csaba
  - Hunyadi László
- Gátos Iván szintetizátor
- Sallai Tibor szólógitár
- Szakadáti Mátyás dob
- Skerleck Gábor harsona
- Németh Gábor (Némó) basszusgitár, zenekarvezető
- Puskás Csaba trombita
- Csejtey Ákos szaxofon
- Vendégénekesek: Zentai Márk, Szekeres Adrien, Judy, Sipos Péter, Fenyő Miklós, Pataky Attila, Völgyesi Gabriella, Péter Szabó Szilvia, Szikora Róbert, Emilio, Gáspár Laci

## Tánckar
A műsorban mindig négy táncosnő gondoskodott a megfelelő hangulatról. A háttértáncosok Seres Attila segítségével készültek a műsorokra a színfalak mögött. A tánckart Szelier Ágnes, Simon Dóra, Szoboszlay Judit és Hevesi Lilla alkották. Egyes részekben Juditot Lénárd Vivien helyettesítette, aki a díjakat is átadta a nyerteseknek.